# Olsen Brothers
Os Olsen Brothers, em dinamarquês: "Brødrene Olsen", em português ("Irmãos Olsen") são um duo musical  dinamarquês composto por  Jørgen (nascido em 15 de março de 1950) e o seu seu irmão "Noller" (Niels, nascido a 13 de abril de 1954). Ambos formaram a sua primeira banda chamada  "The Kids" em 1965.  Mais tarde, em 1967 publicaram o seu primeiro single. Depois de participar num musical, publicaram o seu primeiro álbum em 1972. Desde então publicaram 12 trabalhos.
Depois de ganhar a pré-seleção dinamarquesa (Dansk Melodi Grand Prix) em 2000, venceram o Festival Eurovisão da Canção 2000 celebrado em Estocolmo (Suécia), onde obtiveram a vitória ao cantarem em inglês  "Fly on the Wings of Love". O tema chegou ao nº 34 do  United World Chart.
A referida canção foi nomeada como uma das 14 finalistas da gala  Congratulations, comemorativa do 50.º aniversario do Festival Eurovisão da Canção  (que teve lugar em  Copenhaga em 2005) e que estava destinada para escolher a melhor canção do referido festival.

## Discografia
- Olsen (1972)
- For What We Are (1973)
- For the Children of the World (1973)
- Back on the Tracks (1976)
- You're the One (1977)
- San Fransisco (1978)
- Dans - Dans - Dans (1979)
- Rockstalgi (1987)
- Det Stille Ocean (1990)
- Greatest and Latest (1994)
- Angelina (1999)
- Fly on the Wings of Love (2000)
- Neon Madonna (2001)
- Walk Right Back (2001)
- Songs (2002)
- Weil Nur Die Liebe Zählt (2003)
- More Songs (2003)
- Our New Songs (2005)